# Грос, Ежи
Ежи Юзеф Грос (пол. Jerzy Józef Gros; 21 февраля 1945, Хожув — 17 января 2018) — польский легкоатлет, бегун на длинные дистанции, участник летних Олимпийских игр 1976 года.

## Биография
Специализировался на длинных дистанциях (10 000 м, марафон). За свою карьеру представлял клубы «Байлдон» (Катовице, 1962—1964, 1966), «Шлёнск» (Вроцлав, 1965—1966), «Старт» (Катовице, 1967—1971), «Гурник» (Забже, 1972—1980). Первый тренер — Ежи Гавенда, позднее тренировался под руководством Михаля Войчика («Шлёнск»), Здзислава Липковского («Байлдон») и Генрика Фриша («Старт»).
В 1975 году стал двукратным рекордсменом Польши в марафоне — 3 мая 1975 года на соревнованиях в Карл-Маркс-Штадте показал результат 2:15.43.2, а 7 декабря того же года на соревнованиях в Фукуоке — 2:13.05.0. Бронзовый призёр чемпионата Польши 1977 года на дистанции 10 000 м. Победитель Варшавского марафона 1980 года (2:22:12).
Участник летних Олимпийских игр 1976 года в Монреале. В марафонском забеге финишировал 47-м среди 67 участников с результатом 2:28.45,8.
Окончил горный техникум. После окончания карьеры проживал в Кнуруве.
Скончался 17 января 2018 года.
Награждён Бронзовым крестом за заслуги.

## Личная жизнь
Родители — Павел Грос и Гертруда Элгот. Супруга Данута, двое сыновей — Томаш и Адам.